# Jasna Kolar-Merdan
Jasna Kolar-Merdan (* 19. Oktober 1956 in Mostar, SFR Jugoslawien) ist eine ehemalige jugoslawische und dann österreichische Handballspielerin. Sie nahm an drei Olympischen Spielen teil und wurde 1990 zur Welthandballerin gewählt.

## Werdegang
Jasnar Kolar-Merdan begann in ihrer Heimat bei ŽRK Lokomotiva Mostar mit dem Handball. Ab 1984 lief sie für den österreichischen Spitzenklub Hypo Niederösterreich auf, mit dem sie zehnfach die Meisterschaft und viermal die EHF Champions League gewann.
Mit der Jugoslawischen Nationalmannschaft gewann sie bei den Olympischen Spielen 1980 Silber und 1984 Gold. Nachdem sie 1985 österreichische Staatsbürgerin wurde, lief sie für die Österreichische Nationalmannschaft auf. Sie nahm mit Österreich an der Olympiade 1992 teil und ist mit 1206 Treffern in 163 Länderspielen Rekordtorschützin des ÖHB-Teams.
Seit 1994 betreibt Jasnar Kolar-Merdan in Maria Enzersdorf gemeinsam mit ihrem Ehemann ein Café. Im Februar 2014 übernahm sie das Traineramt des österreichischen Erstligisten Union Korneuburg.

## Erfolge
- Olympische Spiele 1984: Goldmedaille
- Olympische Spiele 1980: Silbermedaille
- Weltmeisterschaft 1982: bronze
- Champions-League-Sieger: 1989, 1990, 1992, 1993
- Österreichischer Meister: 10× (1984/85–1992/93)
- Österreichischer Cupsieger: 4× (1990–1993)